# Czeskie Muzeum Farmacji
Czeskie Muzeum Farmacji (ČFM) – ośrodek Uniwersytetu Karola w Pradze, Wydziału Farmacji w Hradcu Králové. Jako samodzielna placówka Muzeum powstało w 1994 r., nawiązując w swojej działalności do dawniejszych instytucji – jak Museum Pharmaceuticum Pragense (Praga, 1959-1972) czy Muzeum Aptekarstwa Instytutu Farmakologii i Farmakognozji Wydziału Medycznego Uniwersytetu Karola (Praga, 1946-1950) – oraz licznych zbiorów prywatnych kolekcjonerów. Jego organizatorem oraz pierwszym dyrektorem był Václav Rusek, czołowy europejski znawca w zakresie historii farmacji. Siedzibą Muzeum jest gmach byłego szpitalu barokowego w Kuksie.
Muzeum w całości dokumentuje rozwój farmacji w Czechach, prezentując go w postaci – częściowo interaktywnej – ekspozycji stałej. W jej skład wchodzą: oryginalna apteka barokowa szpitalu w Kuksie (1743, wyposażenie z lat 1749-1750), liczne pokazy wyposażeń oficyn aptekarskich do 2. połowy XX wieku, historycznych substancji leczniczych i preparatów, przemysłu farmaceutycznego oraz innych dziedzin i dyscyplin farmacji.
Muzeum również działa jako ośrodek naukowy w dziedzinie historii farmacji i muzeologii farmaceutycznej. Oprócz historycznych eksponatów i archiwaliów zbiory Muzeum obejmują też największą czeską bibliotekę farmaceutyczną, w której przechowywane są wydawnictwa z zakresu historii aptekarstwa w Czechach, Austro-Węgrzech i – częściowo – innych krajach (ponad 20 tys. tomów).